# Korrelat
Ett korrelat är i satslära det ord som ett pronomen, till exempel relativpronomenet i en relativsats syftar tillbaka på.
Exempel på korrelat:
Där kommer reseledaren som talar så god tyska.
I bisatsen "som talar så god tyska" finns ett relativt pronomen, "som". Det syftar tillbaka på "reseledaren" i den föregående huvudsatsen. "Reseledaren" är korrelatet i denna konstruktion.
Karl Knutsson var Sveriges kung på medeltiden. Han valdes till kung år 1448.
I meningen "Han valdes till kung år 1448" finns ett personligt pronomen, "han". Det syftar tillbaka på "Karl Knutsson" i den föregående huvudsatsen. "Karl Knutsson" är korrelatet i denna konstruktion.